# Município de Belčišta
Belčišta é um ex-município localizado na atual Macedônia do Norte.